# T-Modell
T-Modell ist die Bezeichnung von Kombifahrzeugen der Marke Mercedes-Benz. Das T steht dabei für Touristik und Transport.
Das erste offiziell unter dieser Bezeichnung vorgestellte T-Modell war 1977 die Kombi-Version des W 123. T-Modelle gibt es innerhalb der C-Klasse und der E-Klasse, der größere Teil der Motorversionen dieser Klassen ist als Limousine oder T-Modell verfügbar. Die interne Bezeichnung der T-Modelle beginnt stets mit dem Kürzel S vor der Baureihennummer (z. B. S 123). Dieses leitet sich aus der internen Bezeichnung „Stationswagen“ ab.
Die einfache Bezeichnung T kennzeichnete die Ottomotor-Modelle mit Vergaser, TE stand für Modelle mit Saugrohreinspritzung. Die Dieselfahrzeuge trugen die Kürzel TD für die Saugdieselmodelle oder – für Modelle mit Abgasturbolader – TD Turbo. Seit Umstellung der Nomenklatur 1993 und Einführung der C-Klasse werden diese Kürzel nicht mehr verwendet.